# Queso de Olomouc

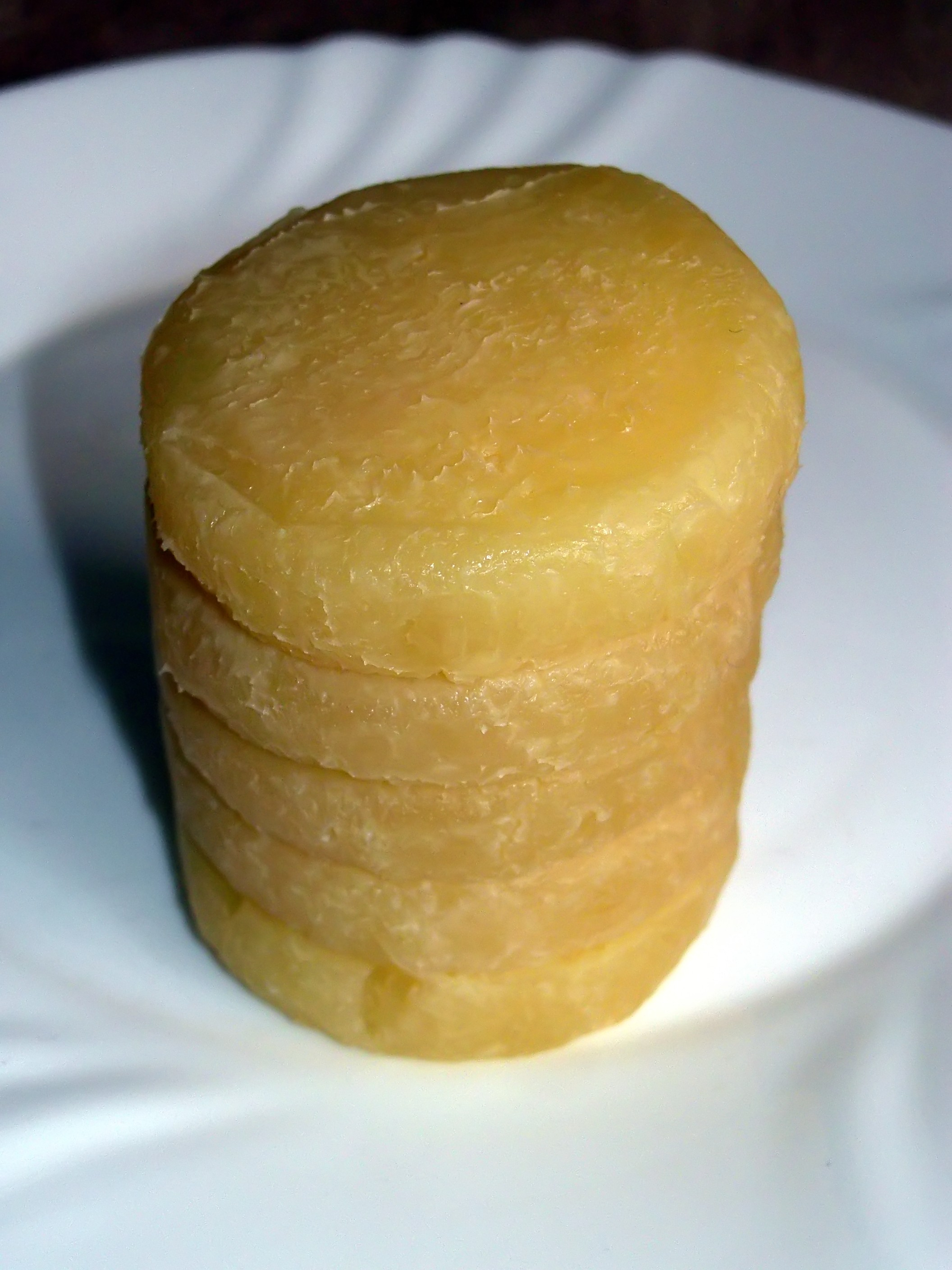
Olomoucké tvarůžky

El Queso de Olomouc, en checo olomoucké tvarůžky (pronunciación [ˈolomoutskɛː ˈtvaruːʃkɪ]) u olomoucké syrečky (pronunciación [ˈolomoutskɛː ˈsɪrɛtʃkɪ]) es un queso amarillento de Moravia hecho de leche desnatada. La producción se ha concentrado tradicionalmente en la región de Haná desde el siglo XV. Hoy, la ciudad de Loštice está conectada con la producción de queso de Olomouc, donde el queso ha sido producido por empresa A. W. desde el año 1876.

## Historia
La primera referencia escrita se remonta al siglo XV, cuando el queso formaba parte de la dieta de las personas que vivían en el campo. El nombre del Queso de Olomouc tiene su origen en la ciudad Olomouc, porque se vendía el queso en sus mercados. Sin embargo, la mayor parte se producía en los pueblos de alrededor bajo el nombre selské tvarůžky. La palabra selské significa labriego y tvarůžky tiene su origen en el requesón (en checo tvaroh), que es un producto intermedio de la producción.
La producción de hoy en Loštice fue iniciada por Josef Wessels y su hijo Alois en año el 1876. La producción creció hasta la Primera Guerra Mundial, cuando la compañía empleaba a 36 personas y se convirtió en el mayor productor de queso de Olomouc. En 1902, con el apoyo del estado, fue construida la Escuela de Lechería en Kroměříž, que formaba a expertos que podrían trabajar en lecherías y, además, fue un centro investigador. También había cursos para fabricantes de queso y fue construida un "fábrica-modelo de queso". Después de 1948, la fabricación fue nacionalizada y, como dice la compañía A. W., "la producción de queso de Olomouc ha disminuido en largo plazo, casi no se invierte en tecnología y especialmente en los objetos de fabricación del queso". En 1991 la compañía fue devuelta por restitución a los daños originales. En 2010, el queso recibió una marca geográfica protegida dentro de la Unión Europea. Hoy la compañía tiene más de 130 empleados en Loštice y produce más de dos mil toneladas del queso.

## Queso de Olomouc (olomoucké tvarůžky)
El Queso de Olomouc (olomoucké tvarůžky) es un queso madurado hecho de leche desnatada con un bajo contenido de grasa. Tal y como dice su único fabricante: “El queso tiene un sabor picante y único, un aroma típico, un exterior con sebo amarillo dorado y una consistencia semiblanda casi suave con un núcleo aparentemente más claro.

## Producción

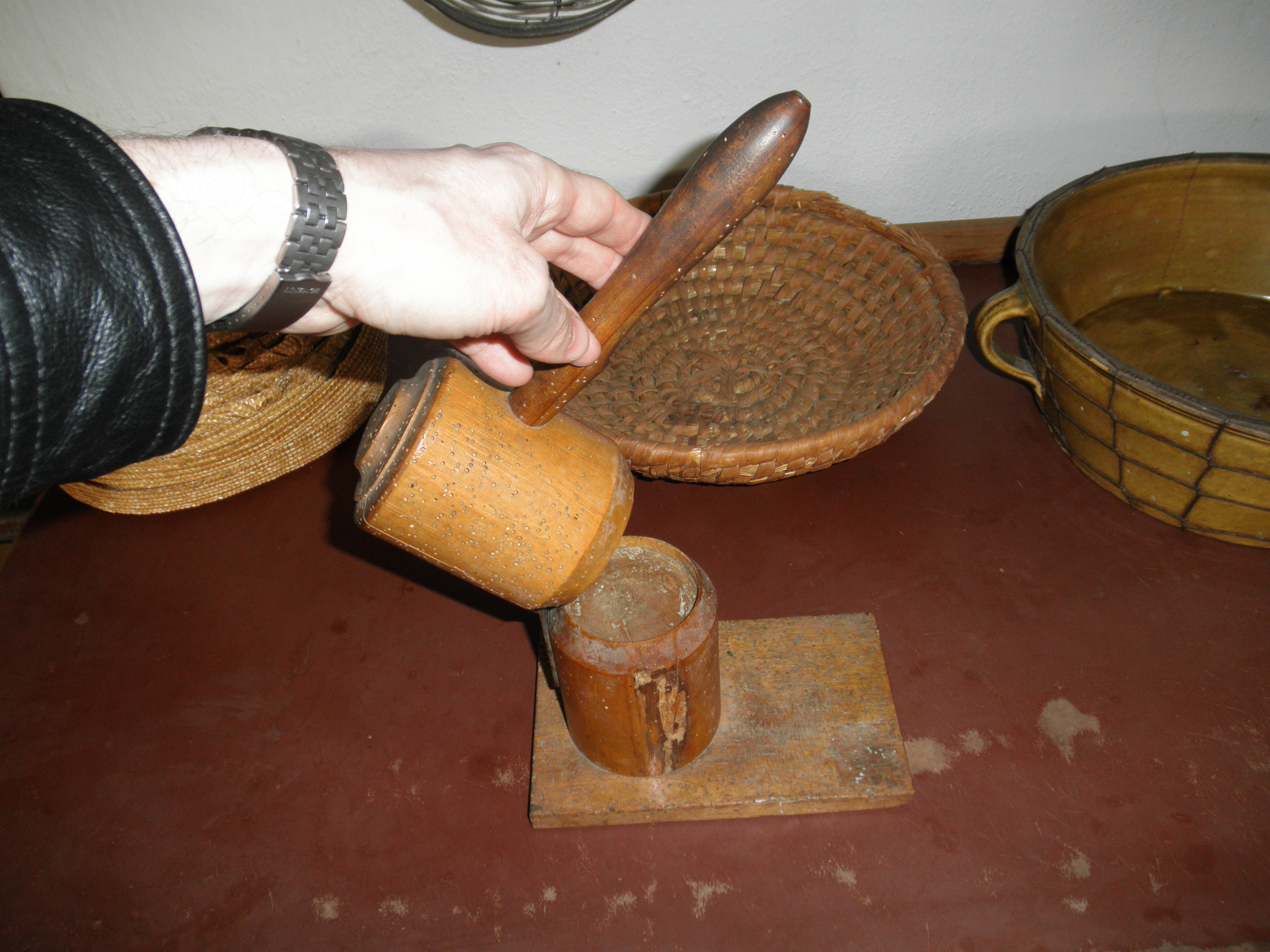
Carracas para el queso

Tradicionalmente, las mujeres hacían el queso, a quienes se les refería como pleskačky (derivado de palabra pleskat = dar palmadas) y usaban utensilios de madera, llamados carracas, que daban la forma circular al queso. El principio de la producción no ha cambiado hasta ahora, solo el trabajo manual ha sido parcialmente reemplazado por máquinas modernas. La base de la producción es una cuajada sin grasa que madura con sal. Luego se muele y se da forma a ruedas, rosquilla o palos. Después el queso se deja madurar en un secadero durante varios días. Luego los quesos se lavan para quitar la levadura del superficie del queso y así pueda comenzar a actuar una mezcla de cultivos bacterianos. En las parrillas del secadero los quesos maduran completamente. Después se recogen de las parrillas, se colocan en cajas y se ponen en una sala de frío, donde maduran durante uno o dos días.

## Queso de Olomouc en Lostice

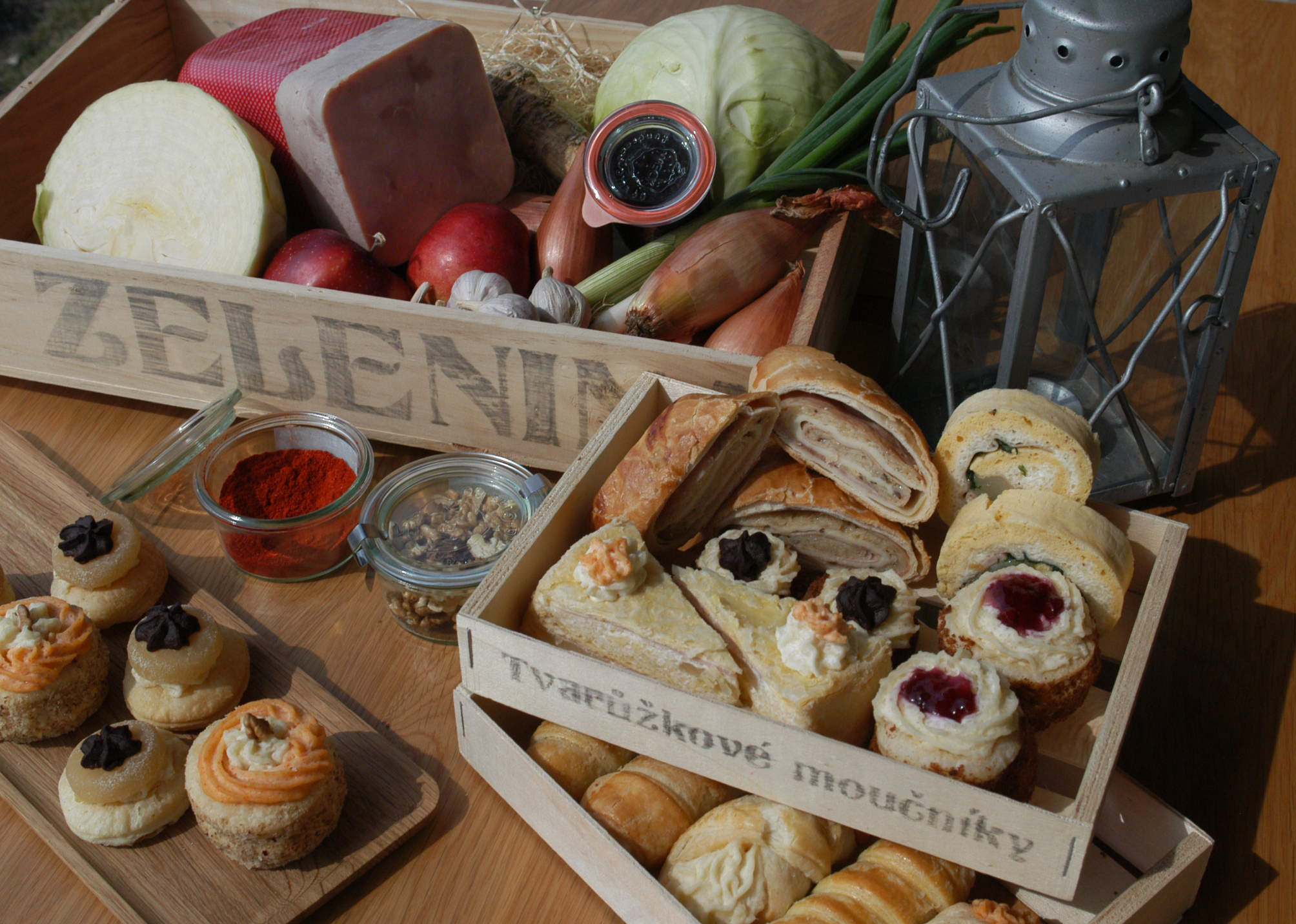
Postres de cuajada

El Museo del Queso Olomouc está abierto en los espacios de la fábrica original en Loštice y ofrece un panorama del desarrollo de la producción de queso en Hana. Durante el año 2013 se realizó una extensa reconstrucción. En Loštice también se encuentra una tienda de fábrica y una confitería de queso que ofrece, entre otras cosas, los postres de requesón de Poštulka: schillerlockes de queso salado, pañuelitos o pasteles y otras especialidades como Lángos de queso, perritos calientes o panqueques de papa.